# Rassemblement saint-martinois
Pour les articles homonymes, voir MJP.
Le Rassemblement Saint-Martinois (RSM), anciennement Mouvement pour la justice et la prospérité (MJP), de 2016 à 2021, et antérieurement Movement of advancement of the people (MAP), jusqu'en 2016, est un parti politique saint-martinois de gauche, auparavant proche du Parti socialiste.

## Présentation
Le Movement of advancement of the people a été créé en 1996 par Louis Mussington, Alain Richardson et Sujah Reiph.
En 2007, le MAP a choisi Alain Richardson, pour conduire la liste Rassemblement responsabilité réussite (RRR) aux élections territoriales. Mais très vite des dissensions apparaissent entre le MAP et Alain Richardson. Une scission est intervenue courant 2007 et un nouveau bureau a été élu au MAP fin 2007.
La liste du MAP conduite par Louis Mussington aux élections territoriales de 2012 n'obtient pas d'élus.
En 2016, le Movement of advancement of the people devient Mouvement pour la Justice et la Prospérité. Aux élections territoriales qui suivent l'année suivante, le MJP subit la scission de la liste du Mouvement citoyen Saint-Martin (MOCSAM) menée par Julien Gumbs. Deux autres membres rejoignent la « Team Gibbs 2017 » de Daniel Gibbs et « Generation Hope » de Jules Charville.
Fin 2021, le Mouvement pour la justice et la prospérité devient le Rassemblement Saint-Martinois. Il regroupe Louis Mussington (ex-MJP), Julien Gumbs (ex-MJP), anciennement affiliés nationalement au PS ; les anciens présidents du conseil territorial affiliés LREM au niveau national, Alain Richardson (ex-EMVP) et Frantz Gumbs (ex-UP), mais aussi la conseillère territoriale et sénatrice affiliée LR au Sénat, Annick Petrus (ex-UD).

## Résultats électoraux

### Élections territoriales
| Année | Premier tour | Premier tour | Premier tour | Second tour | Second tour | Second tour | Sièges  | Tête de liste    |
| Année | Voix         | %            | Rang         | Voix        | %           | Rang        | Sièges  | Tête de liste    |
| ----- | ------------ | ------------ | ------------ | ----------- | ----------- | ----------- | ------- | ---------------- |
| 2022  | 2 126        | 25,38        | 1er          | 4 742       | 49,11       | 1er         | 16 / 23 | Louis Mussington |